# Колесниченко, Светлана Константиновна
Светла́на Константи́новна Колесниче́нко (род. 20 сентября 1993, Гатчина, Ленинградская область) — российская спортсменка, выступает в синхронном плавании, заслуженный мастер спорта России. Трехкратная Олимпийская чемпионка (2016, 2020), 16-кратная чемпионка мира, 11-кратная чемпионка Европы. Выступает в соло, дуэте и групповых упражнениях.

## Биография
Светлана Колесниченко начала заниматься синхронным плаванием в возрасте 6-ти лет в Гатчинской спортивно-оздоровительной школе «Киви» под руководством заслуженного тренера России Ирины Белоусовой. В 13 лет поступила в Московское среднее специальное училище олимпийского резерва № 3. Далее учёбу продолжила в столичной спортивной школе олимпийского резерва «Труд» под руководством заслуженного тренера России Татьяны Данченко.
Выпускница кафедры психологии Российского государственного университета физической культуры, спорта, молодежи и туризма (Москва).
В 2011 году вошла в состав сборной России по синхронному плаванию.
Замужем. Супруг — чемпион мира и Европы по плаванию в ластах Андрей Арбузов (родился в 1989 году).

## Карьера
В сентябре 2010 года в китайском Чаншу в составе сборной России стала трёхкратным победителем Кубка мира по синхронному плаванию в групповых выступлениях.
В 2011 году на шанхайском чемпионате мира трижды поднималась на верхнюю ступень пьедестала в группе.
На Универсиаде 2013 года в Казани стала чемпионкой в дуэте со Светланой Ромашиной и в группе.
В июле 2013 года в Барселоне на чемпионате мира завоевала золото в дуэте и группе.
На Играх-2016 года впервые стала олимпийской чемпионкой в групповых соревнованиях.
На чемпионате мира 2017 года дебютировала в соревнованиях солисток, завоевав две золотые медали. Также дважды победила в состязаниях дуэтов с Александрой Пацкевич, став, таким образом, четырёхкратной чемпионкой мира 2017 года.
На Играх-2020 в Токио в дуэте со Светланой Ромашиной завоевала золотую медаль, став двукратной олимпийской чемпионкой, а после, в составе группы, завоевала третье олимпийское золото.

## Награды
- Почётная грамота Президента Российской Федерации (19 июля 2013 года) — за высокие спортивные достижения на XXVII Всемирной летней универсиаде 2013 года в городе Казани[6].
- Орден Дружбы (25 августа 2016 года) — за высокие спортивные достижения на Играх XXXI Олимпиады 2016 года в городе Рио-де-Жанейро (Бразилия), проявленные волю к победе и целеустремлённость[7].
- Заслуженный мастер спорта России (2011)
- Орден Почета (11 августа 2021 года) — за большой вклад в развитие отечественного спорта, высокие спортивные достижения, волю к победе, стойкость и целеустремленность, проявленные на Играх XXXII Олимпиады 2020 года в городе Токио (Япония)[8].